# Ypsilandra cavaleriei
Ypsilandra cavaleriei är en nysrotsväxtart som beskrevs av Augustin Abel Hector Léveillé och Eugène Vaniot. Ypsilandra cavaleriei ingår i släktet Ypsilandra och familjen nysrotsväxter. Inga underarter finns listade.